# دهستان سهروفیروزان
دهستان سهروفیروزان نام دهستانی در بخش پیربکران شهرستان فلاورجان، استان اصفهان در ایران است. براساس سرشماری مرکز آمار ایران در سال ۱۳۸۵، جمعیت آن ۱۳۱۹۱ نفر (۳۵۵۰ خانوار) بوده‌است. این روستا دارای ۳۰ اثر تاریخی و ۶ اثر ثبت شده در فهرست آثار ملی ایران دارد. این آثار عبارتند از۱- مسجد، آرامگاه و پل بابامحمود سهروفیروزان که در تاریخ ۱۳۴۵/۱۲/۲۵ به شماره ثبت ۶۳۴ ،۲- حمام سهر تاریخ ثبت ۱۳۸۶/۰۳/۱۳ به شماره ثبت ۱۹۲۱۶ \مآ» ُ]ؤ